# ديك فوران
ديك فوران (بالإنجليزية: Dick Foran) مواليد 18 يونيو 1910 في نيوجيرسي، الولايات المتحدة - الوفاة 10 أغسطس 1979 في كاليفورنيا، الولايات المتحدة، هو ممثل أمريكي بدأ مسيرته الفنية سنة 1934. امتدت مسيرته الفنية لأكثر من 35 عاما. من أعماله خطر وأربع بنات.

## روابط خارجية
- ديك فوران على موقع IMDb (الإنجليزية)
- ديك فوران على موقع أول موفي (الإنجليزية)
- ديك فوران على موقع قاعدة بيانات برودواي على الإنترنت (الإنجليزية)
- ديك فوران على موقع إن إن دي بي (الإنجليزية)
- ديك فوران على موقع ديسكوغز (الإنجليزية)
- ديك فوران على موقع قاعدة بيانات الفيلم (الإنجليزية)